# Élections parlementaires de 2018 en Australie-Méridionale
Les élections législatives de 2018 en Australie-Méridionale ont lieu le 17 mars 2018 afin de renouveler les 47 sièges de l'Assemblée et 11 des 22 sièges du Conseil législatif de cet État australien.
Les élections aboutissent à une alternance, le Parti travailliste du Premier ministre sortant Jay Weatherill perdant sa majorité relative à l'assemblée au profit du Libéral mené par Steven Marshall. Ce dernier succède ainsi à Weatherill, mettant fin à seize années consécutives de gouvernement travailliste dans l’État.

## Contexte
Au pouvoir depuis 2002 sous les directions successives des Premiers ministres Mike Rann et Jay Weatherill, le Parti travailliste perd sa majorité absolue à l'assemblée lors des élections législatives de 2014, mais parvient à se maintenir sous la forme d'un gouvernement minoritaire grâce au soutien sans participation de deux élus indépendants,.

## Système électoral

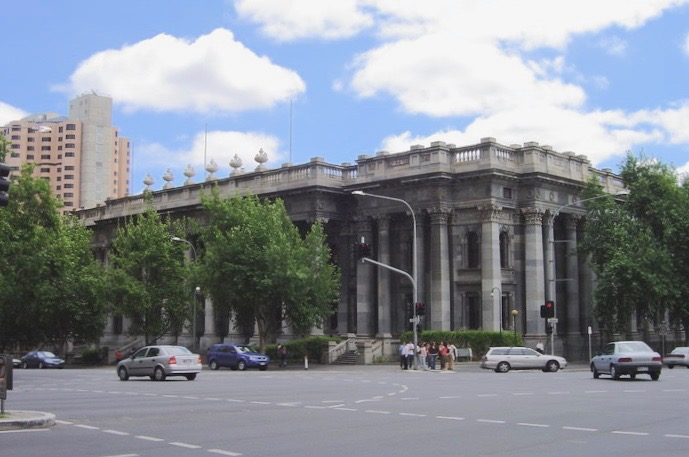
Bâtiment du parlement à Adélaïde.

L'Australie-Méridionale est dotée d'un parlement bicaméral composé d'une chambre basse, Assemblée, et d'une chambre haute, le Conseil législatif. Toutes deux sont renouvelées simultanément mais selon des modalités différentes, dont notamment un renouvellement du Conseil par moitié seulement. Depuis un amendement constitutionnel entrepris en 2001, les élections sont fixées tous les quatre ans au troisième samedi du mois de mars.

### Assemblée législative
L'assemblée est dotée de 47 sièges pourvus pour quatre ans au vote à second tour instantané dans autant de circonscriptions électorales. Le vote y est utilisé sous sa forme intégrale : les électeurs classent l'intégralité des candidats par ordre de préférence en écrivant un chiffre à côté de chacun de leurs noms sur le bulletin de vote, 1 étant la première préférence. Au moment du dépouillement, les premières préférences sont d'abord comptées puis, si aucun candidat n'a réuni plus de la moitié des suffrages dans la circonscription, le candidat arrivé dernier est éliminé et ses secondes préférences attribuées aux candidats restants. L'opération est renouvelée jusqu'à ce qu'un candidat atteigne la majorité absolue. Les bulletins de vote doivent obligatoirement comporter un classement de l'ensemble des candidats. À défaut, ils sont considérés comme nuls,.

### Conseil législatif
Le conseil est doté de 22 sièges pourvus pour des mandats de huit ans mais renouvelés par moitié tous les quatre ans au scrutin à vote unique transférable dans une unique circonscription électorale couvrant l’État entier. Dans ce mode de scrutin, à finalité proportionnelle, les électeurs classent au moins autant de candidats que de sièges à pourvoir par ordre de préférences en écrivant un chiffre à côté de chacun de leurs noms sur le bulletin de vote, 1 étant la première préférence,,.
Dans la pratique, les candidats sont regroupés sur le bulletin de vote par partis, et les électeurs peuvent librement sélectionner l'ensemble des candidats de ce parti ou en sélectionner des candidats de partis différents, à condition d'en sélectionner au moins douze. Les électeurs ont cependant la possibilité de voter directement pour le parti de leur choix en cochant une seule case, auquel cas l'ensemble de leurs préférences sont attribuées aux candidats présentés par le parti dans l'ordre proposé par ce dernier. Les partis ne sont pas contraints de présenter autant de candidats que de sièges à pourvoir et tendent à en présenter un nombre restreint afin de limiter la dispersion des voix de leurs électeurs, notamment chez les petits partis,.
Au moment du dépouillement, il est d'abord établi le quota de voix à atteindre par un candidat pour obtenir un siège en divisant le nombre de votes valides plus un par le nombre de sièges à pourvoir plus un. Les premières préférences sont d'abord comptées et le ou les candidats ayant directement atteint le quota sont élus. Pour chaque candidat élu, les secondes préférences de ses électeurs sont ajoutées au total des voix des candidats restants, permettant éventuellement à ces derniers d'atteindre à leur tour le quota. Si aucun candidat n'a atteint le quota dans la circonscription, ou qu'il reste des sièges à pourvoir après attribution des secondes préférences, le candidat arrivé dernier est éliminé et ses secondes préférences attribuées aux candidats restants. Si un candidat est élu ou éliminé et que ses secondes préférences vont à un candidat lui-même déjà élu ou éliminé, les préférences suivantes sont utilisées, et ainsi de suite. L'opération est renouvelée jusqu'à ce qu'autant de candidats que de sièges à pourvoir atteignent le quota,.

## Forces en présences
| Parti Nom en anglais | Parti Nom en anglais           | Idéologie                                                  | Chef de file    | Résultats en 2014           | Résultats en 2014              |
| Parti Nom en anglais | Parti Nom en anglais           | Idéologie                                                  | Chef de file    | Assemblée                   | Conseil                        |
| -------------------- | ------------------------------ | ---------------------------------------------------------- | --------------- | --------------------------- | ------------------------------ |
|                      | Parti travailliste Labor Party | Centre gauche Social-démocratie, progressisme              | Jay Weatherill  | 35,80 % des voix 23 députés | 31,00 % des voix 4 conseillers |
|                      | Parti libéral Liberal Party    | Centre droit Libéral-conservatisme, libéralisme économique | Steven Marshall | 44,78 % des voix 22 députés | 36,00 % des voix 4 conseillers |
|                      | Verts Australian Greens        | Gauche Écologie politique                                  | N/a             | 8,70 % des voix 0 députés   | 6,50 % des voix 1 conseillers  |
|                      | SA-Best                        | Centrisme Social-libéralisme                               | Nick Xenophon   | Nouveau                     | Nouveau                        |

## Résultats

### Assemblée
|                           |                                               |           |       |      |        |               |  |  |  |
| Partis                    | Partis                                        | Voix      | %     | +/-  | Sièges | +/-           |  |  |  |
|                           | Parti libéral                                 | 398 182   | 37,97 | 6,81 | 25     | 3             |  |  |  |
|                           | Parti travailliste                            | 343 896   | 32,79 | 3,01 | 19     | 4             |  |  |  |
|                           | SA-Best                                       | 148 360   | 14,15 | Nv   | 0      | en stagnation |  |  |  |
|                           | Verts                                         | 69 826    | 6,66  | 2,04 | 0      | en stagnation |  |  |  |
|                           | Conservateurs australiens                     | 31 826    | 3,03  | Nv   | 0      | en stagnation |  |  |  |
|                           | Dignité                                       | 15 565    | 1,48  | 0,9  | 0      | en stagnation |  |  |  |
|                           | Justice pour les animaux                      | 3 262     | 0,31  | Nv   | 0      | en stagnation |  |  |  |
|                           | Danig                                         | 732       | 0,07  | Nv   | 0      | en stagnation |  |  |  |
|                           | Stop à la croissance démographique maintenant | 284       | 0,03  | Nv   | 0      | en stagnation |  |  |  |
|                           | Indépendants                                  | 36 780    | 3,51  | 0,22 | 3      | 1             |  |  |  |
|                           |                                               |           |       |      |        |               |  |  |  |
| Votes valides             | Votes valides                                 | 1 048 713 | 95,90 |      |        |               |  |  |  |
| Votes blancs et invalides | Votes blancs et invalides                     | 44 871    | 4,10  |      |        |               |  |  |  |
| Total                     | Total                                         | 1 093 584 | 100   | -    | 47     | en stagnation |  |  |  |
| Abstentions               | Abstentions                                   | 108 191   | 9,00  |      |        |               |  |  |  |
| Inscrits / participation  | Inscrits / participation                      | 1 201 775 | 91,00 |      |        |               |  |  |  |

### Conseil
|                           |                                               |           |       |             |        |        |             |               |  |
| Partis                    | Partis                                        | Voix      | %     | Sièges      | Sièges | Sièges | Sièges      | Sièges        |  |
| Partis                    | Partis                                        | Voix      | %     | Total avant | En jeu | Élus   | Total après | +/-           |  |
|                           | Parti libéral                                 | 338 700   | 32,23 | 8           | 3      | 4      | 9           | 1             |  |
|                           | Parti travailliste                            | 304 229   | 28,95 | 8           | 4      | 4      | 8           | en stagnation |  |
|                           | SA-Best                                       | 203 364   | 19,35 | 0           | 0      | 2      | 2           | 2             |  |
|                           | Verts                                         | 61 610    | 5,86  | 2           | 1      | 1      | 2           | en stagnation |  |
|                           | Conservateurs australiens                     | 36 525    | 3,48  | 2           | 2      | 0      | 0           | 2             |  |
|                           | Libéraux démocrates                           | 25 956    | 2,47  | 0           | 0      | 0      | 0           | en stagnation |  |
|                           | Justice pour les animaux                      | 22 822    | 2,17  | 0           | 0      | 0      | 0           | en stagnation |  |
|                           | Dignité                                       | 20 337    | 1,93  | 1           | 1      | 0      | 0           | en stagnation |  |
|                           | Protection des enfants                        | 15 530    | 1,48  | 0           | 0      | 0      | 0           | en stagnation |  |
|                           | Stop à la croissance démographique maintenant | 12 878    | 1,22  | 0           | 0      | 0      | 0           | en stagnation |  |
|                           | Avance SA                                     | 4 227     | 0,40  | 1           | 0      | 0      | 1           | en stagnation |  |
|                           | Danig                                         | 94        | 0,00  | 0           | 0      | 0      | 0           | en stagnation |  |
|                           | Indépendants                                  | 4 602     | 0,44  | 1           | 1      | 0      | 0           | 1             |  |
|                           |                                               |           |       |             |        |        |             |               |  |
| Votes valides             | Votes valides                                 | 1 050 874 | 95,94 |             |        |        |             |               |  |
| Votes blancs et invalides | Votes blancs et invalides                     | 44 497    | 4,06  |             |        |        |             |               |  |
| Total                     | Total                                         | 1 095 371 | 100   | 22          | 11     | 11     | 22          | en stagnation |  |

## Conséquences

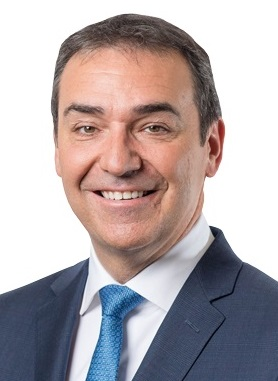
Steven Marshall

Malgré un recul en termes de part des voix, le Libéral mené par Steven Marshall remporte les élections en décrochant la majorité absolue. Le travailliste Jay Weatherill l'appelle au soir du scrutin pour reconnaître sa défaite, qui met fin à seize ans continus de gouvernement travailliste. Steven Marshall lui succède au poste de Premier ministre.
Outre l'alternance à laquelle il conduit, le scrutin est également marqué par le résultat du parti SA-Best, qui décroche la troisième place à l'assemblée, sans toutefois y remporter un siège, ainsi qu'au conseil, où il en remporte deux. L'échec du parti à entrer à la chambre basse conduit Nick Xenophon à annoncer renoncer à un retour sur la scène politique fédérale.